# Oromë
Oromë is een vala uit het boek de Silmarillion van J.R.R. Tolkien. Hij is de heer der bossen en getrouwd met de valie Vána. Samen met Tulkas leidde Oromë de strijd tegen Morgoth.
Hij is degene die als eerste de Eldar ontdekte bij Cuiviénen.
In het Quenya wordt Oromë Aldaron genoemd. Aldaron betekent Heer van bomen.